# Ucchusma

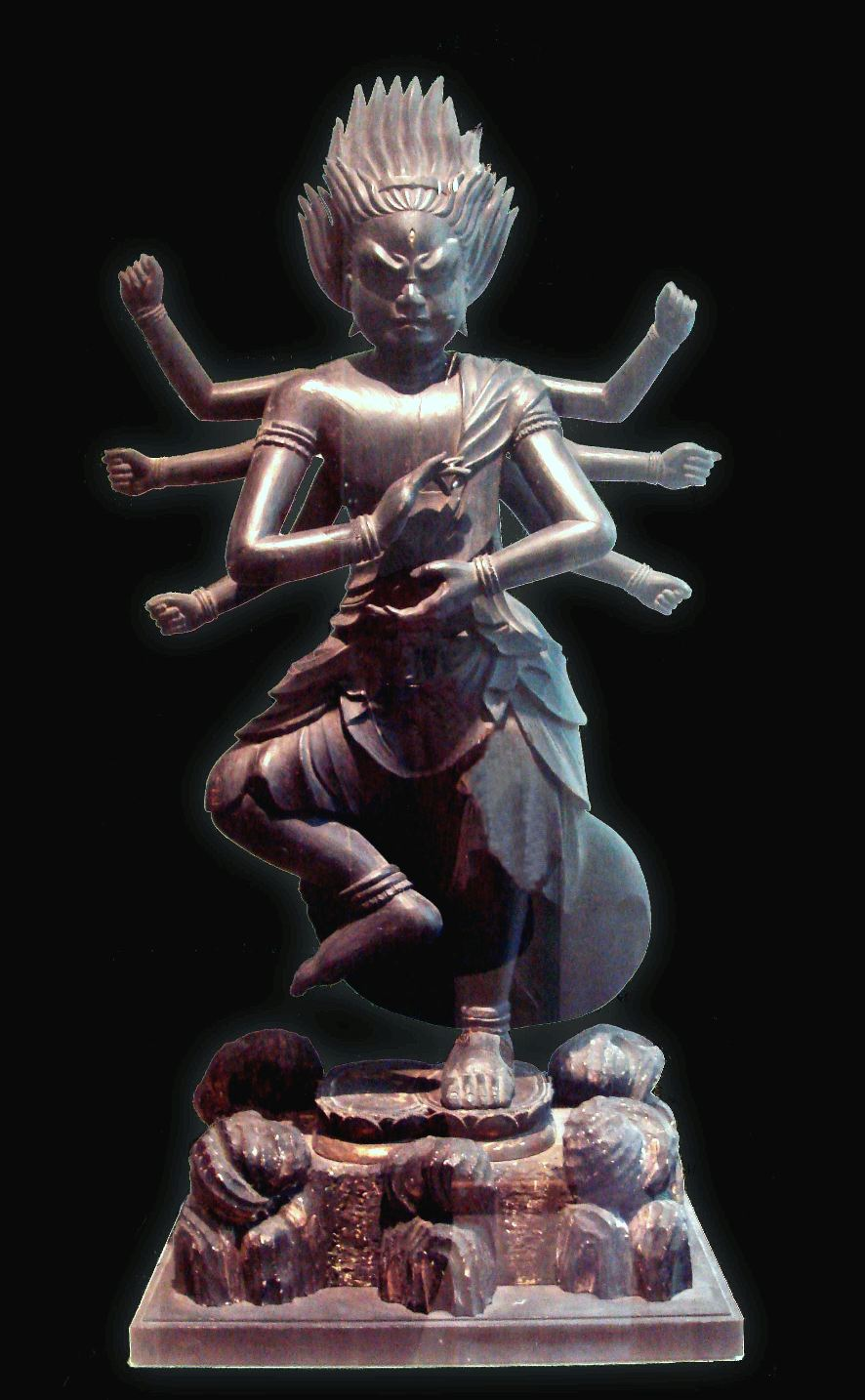
Le Roi de Clarté Ucchuṣma.

Ucchuṣma, mot sanskrit, (traductions ch. et ja.: 烏枢沙摩明王, 烏枢瑟摩明王, 烏瑟沙摩明王 or 烏芻沙摩明王, Japonais: Ususama Myōō; nom chinois: Chúhuì Jīngāng 除穢金剛, Diamant éliminant les impuretés) est un vidyaraja (Roi de clarté) dans le bouddhisme Vajrayāna. Il est appelé aussi le Diamant Tête au Feu, ch: Huǒtóu Jīngāng 火頭金剛, ja: Kazu Kongou. 

## Origine de son appellation
Son nom complet est Diamant Furieux Grande Force Ucchuṣma, en sanskrit Vajra Krodha Mahābala Ucchuṣma, en chinois Dàlì wēinù jīngāng Wūchúshǐmó [大力威怒金刚烏芻史麽], issu du Soutra de la Grande Force (sk: MahābalaSūtra) en version chinoise et du Soutra du Grand Véhicule nommé Noble Grande Force (sk: Ārya Mahābala-Nāma-Mahāyāna Sūtra).

## Méthode de son éveil

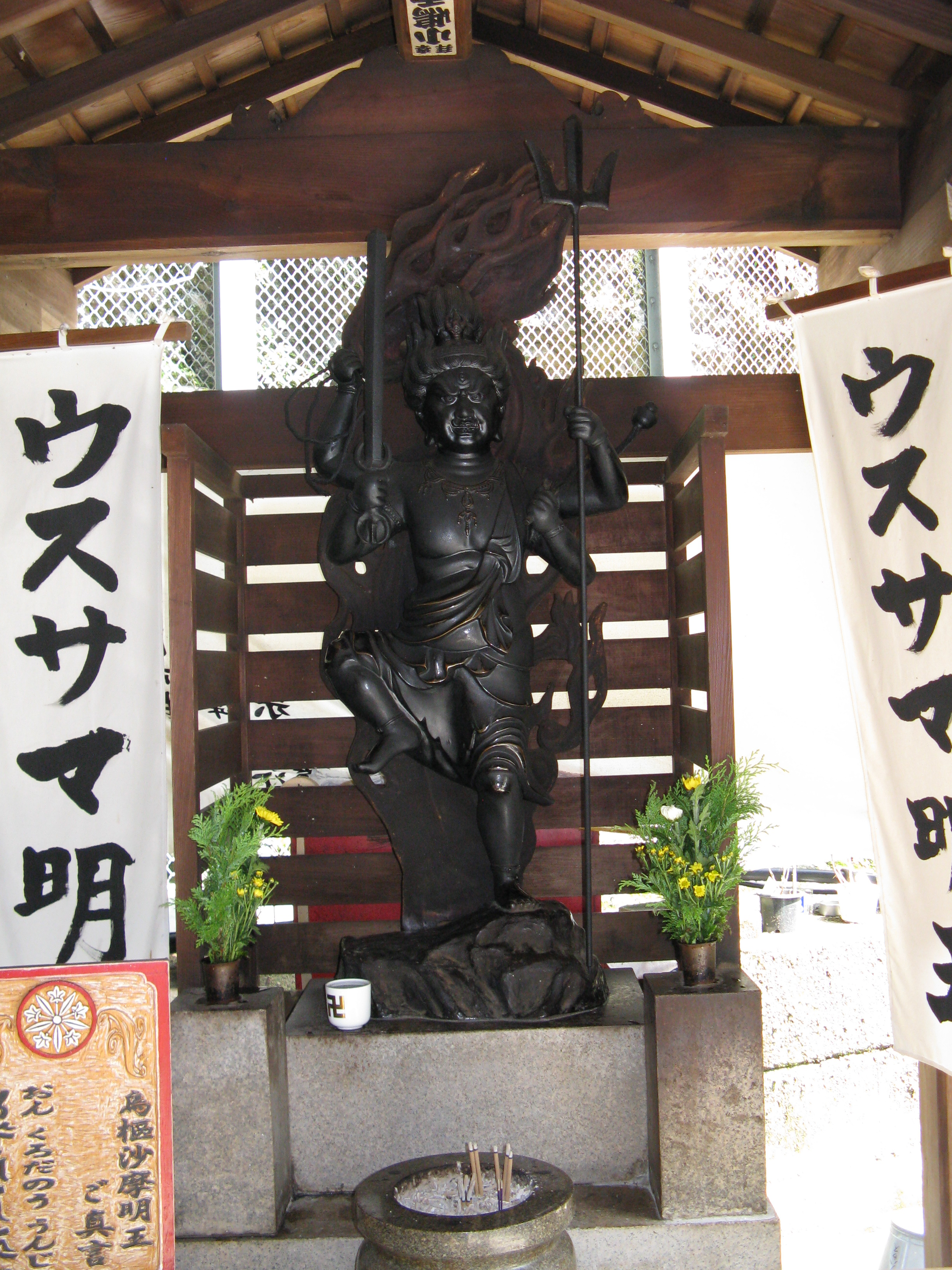
Statue d'Ucchuṣma à l'Hōzan-ji au Japon.

Dans le Shurangama Sutra, le Bouddha Shâkyamouni demandait aux bodhisattvas et aux démons de présenter les méthodes leur permettant de comprendre la vérité ultime, le dix-huitième personnage à présenter la sienne était le Vajra krodha mahâbala Ucchusma : 

« Ucchusma avec les deux mains jointes se prosternait devant le Bouddha dont il touchait de sa tête les deux pieds et lui dit : Je me souviens souvent que j’étais de nature, il  y a de myriades de kalpas avant, avide des plaisirs sexuels, et un Bouddha nommé le Roi de la grande vacuité est apparu au monde, il a dit que ceux ayant plein de désir sexuel disposaient du feu violent accumulé, et il m’a appris à observer pleinement le courant chaud et le courant froid de quatre membres et de cent articulations du corps, je concentrais la lumière spirituelle vers l’intérieur, et ai transformé l’esprit plein de désirs  charnels en feu flamboyant de sagesse, c’est la raison pour laquelle les Bouddhas m’appelaient tous la Tête au feu. Avec la force du samādhi de la lumière du feu, je suis devenu arahant et j’ai formé dans mon cœur ce grand vœu : lorsque les Bouddhas ont atteint l’éveil, je me transforme en gardien puissant et je capture de mes propres forces les māras et ennemis. Le Bouddha demande maintenant la méthode parfaite, moi, ayant fait disparaître toutes les souillures, fait naître la flamme du grand joyau en observant minutieusement au corps et au cœur la sensation de la chaleur circulant partout sans obstacle, et ayant atteint l’éveil suprême, je trouve que c'est la méthode numéro un. »

## Protecteur du dharma
Il est un grand protecteur du dharma (dharmapala) dans le monde du bouddhisme, très vénéré en Chine (Zhenyan zong 真言宗), au Japon (Shingon) et au Tibet (tantrisme). En tant que divinité détruisant les souillures du monde matériel, il est souvent installé dans les toilettes des temples.